# Irepacma
Irepacma is een geslacht van vlinders van de familie sikkelmotten (Oecophoridae).

## Soorten
- I. meksongeei Moriuti, Saito & Lewvanich, 1985
- I. pakiensis Moriuti, Saito & Lewvanich, 1985